# Balltown
Balltown est une ville du comté de Dubuque, en Iowa, aux États-Unis. Elle est incorporée le 22 juillet 1933.

## Source de la traduction
- (en) Cet article est partiellement ou en totalité issu de l’article de Wikipédia en anglais intitulé « Balltown, Iowa » (voir la liste des auteurs).